# Jesús García Sanjuán
Jesús García Sanjuán, conocido como García Sanjuán, es un exfutbolista español.

## Trayectoria como jugador
García Sanjuán pasa por todas las categorías inferiores del Real Zaragoza, hasta llegar a debutar en el primer equipo en la temporada 1990-1991, en la cual disputa siete partidos de liga en Primera División.
En el conjunto maño permanece durante ocho temporadas, si bien la última de ellas, la 1997-1998, la inicia cedido en el Wolverhampton Wanderers de Inglaterra, retornando a la disciplina aragonesa en diciembre. El momento más glorioso de su carrera llega en 1995, cuando el Real Zaragoza se proclama campeón de la Recopa de Europa. 
En el verano de 1998, García Sanjuán ficha por el Villarreal CF, equipo con el que disputa 22 partidos de liga, sin anotar ningún gol.
Al año siguiente recala en el Córdoba CF, en Segunda División, donde tiene también una participación no excesivamente destacada, con 26 encuentros en su haber en la categoría de plata.
En julio de 2000, y junto a varios futbolistas españoles más, decide embarcarse rumbo a Escocia para fichar por el Airdrie, presidido por el exfutbolista Steve Archibald. Posteriormente, militaría también en el Kilmarnock FC, del mismo país, durante dos temporadas, hasta que se retira del fútbol en 2003.

## Tras su retirada
Dirige, junto a su hermano Tito, una Fundación enfocada a la divulgación y lucha contra el cáncer, y organiza viajes de turismo de golf a Escocia a través de una empresa personal.